# Swezeyia pero
Swezeyia pero är en insektsart som först beskrevs av Ronald Gordon Fennah 1971.  Swezeyia pero ingår i släktet Swezeyia och familjen Derbidae. Inga underarter finns listade i Catalogue of Life.